# Estany de la Passada
L'Estany de la Passada és un llac que es troba en el terme municipal de la Vall de Boí, a la comarca de l'Alta Ribagorça, i dins del Parc Nacional d'Aigüestortes i Estany de Sant Maurici.

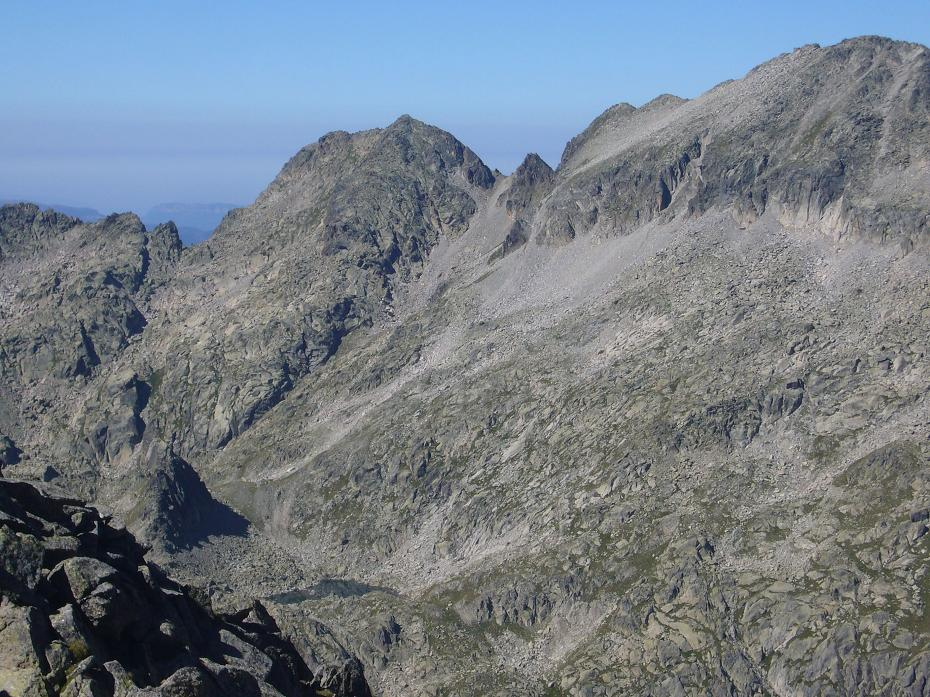
Pics del Racó i de Sarradé, i Estany de la Passada; vistos des de la collada situada al sud del Gran Tuc de Colomèrs

El llac, d'origen glacial, està situat a 2.536 metres d'altitud, a l'extrem sud-occidental de la Vall de Contraix, a peus del vessant oriental del Pic de Sarradé. Drena cap al nord-est per tributar al Barranc de Contraix.